# Ministère de l'Écologie et de l'Environnement
Le ministère de l'Écologie et de l'Environnement de la république populaire de Chine (chinois simplifié : 中华人民共和国生态环境部), également appelé Administration nationale de la sûreté nucléaire (chinois simplifié : 国家核安全局), et Bureau national de contrôle de l'import et l'export des substances appauvrissant la couche d'ozone (chinois simplifié : 国家消耗臭氧层物质进出口管理办公室) est chargé de l'écologie et de l'environnement. L'actuel ministre est Huang Runqiu (depuis 2020).